# Скотов кенгур пењач
Скотов кенгур пењач (лат. Dendrolagus scottae) је врста сисара из породице кенгура и валабија (Macropodidae).

## Распрострањење
Ареал врсте је ограничен на једну државу. Папуа Нова Гвинеја је једино познато природно станиште врсте.

## Станиште
Станишта врсте су шуме и поља риже. Врста је по висини распрострањена до 1.520 метара надморске висине. Врста је присутна на подручју острва Нова Гвинеја. 

## Угроженост
Ова врста је крајње угрожена и у великој опасности од изумирања.